# 布鲁佐洛
布鲁佐洛（意大利语：Bruzolo），是意大利皮埃蒙特大区都灵省的一个市镇。人口1540(2010年12月31日)。